# Oreste Capuzzo
Oreste Capuzzo (Rivaloro Ligure, Italia, 7 de diciembre de 1908-Génova, Italia, 5 de diciembre de 1985) fue un gimnasta artístico italiano, campeón olímpico en Los Ángeles 1932 en el concurso por equipos.

## Carrera deportiva
En las Olimpiadas de Los Ángeles 1932 gana oro en equipo —por delante de los estadounidenses y finlandeses—, siendo sus compañeros de equipo: Savino Guglielmetti, Mario Lertora, Romeo Neri y Franco Tognini.